# Белица
Вижте пояснителната страница за други значения на Белица.
Белѝца (изписване до 1945 година: Бѣлица) е град в Югозападна България, административен център на община Белица, област Благоевград. По данни на ГРАО към 15 септември 2023 г. в града живеят 3016 души по настоящ адрес и 3263 души по постоянен адрес.

## География
Община Белица е разположена живописно в североизточната част на Разложката котловина и Благоевградския район, по долината на р. Места, между южните склонове на Източна Рила и северните склонове на Велийшко-Виденишкия дял на Западните Родопи. Граничи с Якорудска, Банска, Разложка, Рилска, Самоковска и Велинградска община.
Обхваща 12 населени места, като 8 от тях са разпръснати във високопланинската част на Родопите. Общинският център гр. Белица се намира в южната част на Рила и е свързан с отклонение от 4 km (от главен път Разлог – Велинград) с международните пътища Е-79 и Е-80, което осигурява добра транспортна достъпност до София (172 km) и Благоевград (72 km).
Общата площ на общината е 293 536 дка, от които 221 862 дка са горски територии и 63 205 дка – земеделски земи. Релефът е преобладаващо планински и полупланински. Средният наклон на терена е 9,1%. Територията обхваща части от Рила, Родопите и долината на р. Места. Източно от долината на Костинбродска река се простират части от източния (мусаленски) дял на Рила планина.
Широките поляни на Семково (около 1600 m н.в.) по южния склон на Рила разнообразяват релефа на стръмно спускащите се към Разложката котловина планински склонове. Източно от Пирин планина се простират котловините и праговете по течението на р. Места. На изток Разложката котловина се загражда от рида Дъбраш (ср. н.в. 1600 m), който принадлежи на Западните Родопи.
Климатът е преходноконтинентален със средиземноморско влияние, а в по-високите части на планините – планински. Мекият средиземноморски въздух, проникващ по течението на р. Места, определя климата в град Белица като лечебен за хората с белодробни заболявания. На тази основа функционира и средно оздравително училище за деца с такива проблеми.

## История

### В Османската империя
Белица се споменава за първи път в опис на населението на Татарпазарджишката кааза от 1516 година под името Белица, заедно с Малка Белица.
В XIX век Белица е смесено християнско-мюсюлманско селище в Неврокопска кааза на Османската империя. В „Етнография на вилаетите Адрианопол, Монастир и Салоника“, издадена в Константинопол в 1878 година и отразяваща статистиката на населението от 1873 година, Белица (Bielitsa) е посочена като селище с 303 домакинства, 640 жители българи-християни и 250 жители помаци. Известният български изследовател Васил Кънчов пише, че до 1888 г. в дома на беличкия поп Теофил Попвасилев е намерил печатна библия, на която в полетата около текста е намерил надпис „Писах азъ Иевтима от света гора Атонская в лъто 1716 кулна число 6...“. Атонският йеромонах е учителствал дълго в беличкото килийно училище през началото на XVIII век.
Съгласно статистиката на Васил Кънчов („Македония. Етнография и статистика“) към 1900 година Белица (Бѣлица) е смесено българо-християнско и българо-мохамеданско селище. В него живеят 2700 българи-християни, 550 българи-мохамедани и 50 власи.
През 1833 – 1835 г. под ръководството на поп Илия е изградена църквата „Свети Георги“. Градежът на църквата е вървял бавно поради несъгласието на тогавашната турска власт, която често разрушавала граденото от християните. Църквата била издигната в разрез с тогавашните закони на империята, на високо и видно място в центъра на селото. Кубетата ѝ се виждали отвсякъде. Като компромис беличани християни се договорили с властите да докарат и монтират от Беч (сега Виена) часовник, който да бъде монтиран на най-високото кубе и да отмерва времето за всички жители на Белица. Часовникът бил закупен от Виена срещу натурални продукти (сирене, кашкавал, вълна и др.)
През 1903 година, по време на Илинденско-Преображенското въстание, църквата „Свети Георги“ била опожарена и часовникът рухнал на земята, последно отмервайки четири часа следобед. Частите му били събрани от българо-мохамеданина Ириловец и предадени по-късно на завърналите се християни с поръката да бъде възстановен на старото място. Според една от легендите, с каквито е пълна Белица, в къщата на поп Данаил е идвал Левски, а попът фиктивно е годил дъщеря си за него, за да може по-лесно да идва в селото. Създадена е била революционна организация, подготвяща участието на християнското население в Априлското въстание.
По време на Руско-турската война през 1877 – 1878 г. под Самарското знаме, при Свищов и Русе, при Шейново и Шипка, 19 белички опълченци се бият самоотвержено. Те пристигат в родното си село с много ордени и медали и са посрещнати с възторг от съселяните си. Беличани са начело и на Кресненско-Разложкото въстание. Те участват активно в подготовката и сраженията при Разлог. Голяма част от въстаниците са затворени или принудени да напуснат селото.
През 1891 година Георги Стрезов пише за Белица:
| „ | Белица, голямо село 3 часа на СИ от Мехомия: разположена в един ъгъл, който се образува от Якорудската река и от Белица. Под селото там, дето е върхът на ъгъла, било мястото на стара Белица, Разказват, че днешната Белица се основала преди 250 г. от жителите на Стара Белица, които се принудили да бягат от кърджалиите. На И от селото, над един баир, е оброчището „Св. Илия“, голо отвсякъде. Над оброчището се издигат до 200 високи бора, които представят грамадна китка над църквицата. Сред селото се издигат две високи кули, на 9 етажа, останали още от яничарете. Църквата св. Георги е на едно възвишение край селото; под църквата е училищното здание, въздигнато на 1875 година. Трима учители и около 150 ученика, момчета и момичета. Околността е гола; земята е най-добра в целия Разлог. Поради недостатъчната земя мнозина оставят селото и прекарват в чужбина, най-много по Влашко, дето се занимават с правене боза. Къщи 500, между които 110 помаци. | “ |

Георги Стрезов описва и махалата на Белица Куру дере. Намира се на пътя от Якоруда към Белица и в 1891 г. Стрезов пише, че има 10 къщи помаци с около 50 души.
През 1903 година, заради активното си участие в Илинденско-Преображенското въстание, Белица е опожарена до основи. В пламъците на пожара изгарят над 475 души и са убити повече от 120 мъже, жени и деца.

### В България
При избухването на Балканската война четиридесет и девет души от Белица са доброволци в Македоно-одринското опълчение.
След Междусъюзническата война в 1913 г. Белица остава в България. Според Димитър Гаджанов в 1916 г. Белица е смесено българо-помашко село, като помаците са около 400 души.
През 1920 година в Белица е основана трудова горска производителна кооперация „Рила планина“. Към 1935 година тя има 480 членове.

## Население

### Етнически състав
Преброяване на населението през 2011 г.
Численост и дял на етническите групи според преброяването на населението през 2011 г.:
|                     | Численост |
| Общо                | 3362      |
| Българи             | 2534      |
| Турци               | 63        |
| Цигани              | 159       |
| Други               | 8         |
| Не се самоопределят | 57        |
| Неотговорили        | 541       |

## Икономика
Местната икономика е представена предимно от малки цехове в дървопреработвателната и шивашката промишленост. По данни на НСИ на територията на общината има регистрирани 150 фирми, като най-голям е делът на занимаващите се с търговия, ремонт и обслужване (36,6%), следвани от тези в преработващата индустрия (24,3%) и хотелиерството и ресторантьорството (около 18%) – предимно в КК „Семково“. Най-нисък е делът на фирмите, занимаващи се със селско, ловно и горско стопанство – 4,3%. Структурата на фирмите по големина следва общата тенденция за областта и страната. Най-голям е относителният дял на микрофирмите (със заети до 10 души) – около 90%, следвани от малките – 8%, а тези с над 101 заети са 2%.
Промишлеността в общината е представена от предприятия, специализирани преди всичко в дърводобива и дървопреработването, които разчитат на наличието на суровини, материална база и квалифициран персонал. Леката промишленост е представена от няколко гръцки шивашки цеха, които шият на ишлеме, а хранително-вкусовата – с производство на хляб и хлебни изделия. Възможност за стимулиране на местната икономика е развитието на дървопреработването в посока производство на крайни продукти – мебели, дограми и др.
Селското стопанство заема определено място в икономиката на общината. Обработваемата земя е 54,2% от земеделските територии и е с обща площ 34 203 дка. Относителният ѝ дял спрямо общата площ на общината е 11,7% – около 4 пъти по-малко от средното за страната (44,8%). На човек от населението се падат по 3,6 дка обработваема земя, при средно за страната 6,3 дка/човек.
Община Белица работи по програма „Устойчиво развитие на горското стопанство, земеделието и алтернативния туризъм“, съвместно с ПРООН за периода 2003 – 2007 г., като основната цел е ефективно и добросъвестно съчетаване на икономическото, социалното и екологосъобразното развитие.
През 2002 г. е разработена „Стратегия за развитие на селския туризъм“. Проведени са проучвателни работи, набелязани са обекти и атракции за развитие на този вид туризъм.

## Обществени институции
Образцово народно читалище „Георги Тодоров“ има над 100-годишна история. То е основано като просветителски кръжок „Зора“ през 1885 г. от завърнали се опълченци, които донесли от свободна България и Русия книги, с които да просвещават беличани. Паралелно в просветителската си дейност, читалищните дейци развивали и революционна, подтикваща на борба срещу поробителите. Турските власти забранили дейността му, а книгите били съхранени от населението. През 1908 г. дейността на читалището е възобновена. Оттогава то съхранява и възпроизвежда беличкия фолклор. Библиотеките му крият богатства от знания, които всеки жител можел да ползва.

## Забележителности
- Историческият музей е открит през 1995 г. и е разположен в центъра на града. В неговата съвременна сграда се съхраняват много намерени ценни исторически находки. Музеят предлага на своите посетители историята на този край, разположен в 4 зали, етнографска изложба и изложба-базар на местни тъкани и занаяти.
- Край Белица е създаден Парк за танцуващи мечки като част от дейността на фондация „Четири лапи“. Парк за реадаптация на танцуващи мечки гр. Белица
- На 16 километра северно от Белица е красивата местност Семково и едноименният курорт. Изключителните природни дадености извеждат на преден план развитието на туризма и обособяването му като основен отрасъл на общинската икономика. Местоположението и климатичните условия са добра предпоставка за развитието на краткотрайния и дълготраен отдих, туризмът и зимните спортове.

В стратегията на община Белица за периода 2000 – 2006 г. като основна стратегическа задача е очертано развитието на туристическия бизнес в КК „Семково“. Базата на Семково е представена от хотели, хижи, бунгала и почивни станции. Тук се намират Почивен дом „Рила“ (480 легла); хотел „Бор“ (110 легла); почивните станции на ТУС (110 легла) и УАСГ (90 легла). В близост до хижите са изградени ски-писти и спортни съоръжения. Семково е удобна изходна база и за множество туристически маршрути в Рила, но липсата на маркировка и нейното поддържане са проблем, който възпрепятства тяхното използване.

## Религия
Местното население е съставено предимно от българи-мюсюлмани.
Белица се населява от смесено в религиозно отношение население: българи-християни и българи-мюсюлмани.

## Личности
В XIX и началото на XX век Белица има смесено население. Българският революционер мичман Тодор Саев е роден в Белица, както и много други дейци на ВМОРО и ВМОК. В Белица са родени още българският политик Владимир Поптомов, американският, съветски и български политик и журналист Георги Андрейчин, българският писател и фолклорист Никола Алексиев и други. Вижте списъка с по-известните беличани.